# Ди Араужу, Луис Алберту
Луис Алберту Кардозу ди Араужу (порт.-браз. Luiz Alberto Cardoso de Araújo; род. 27 июня 1987, Артур-Ногейра, Сан-Паулу) — бразильский легкоатлет, специалист по многоборьям. Выступает за сборную Бразилии по лёгкой атлетике с 2004 года, бронзовый призёр Панамериканских игр в Торонто, чемпион Южной Америки и Южноамериканских игр, участник двух летних Олимпийских игр.

## Биография
Луис Алберту ди Араужу родился 27 июня 1987 года в муниципалитете Артур-Ногейра, штат Сан-Паулу.
Впервые заявил о себе в лёгкой атлетике на международной арене в сезоне 2004 года, когда вошёл в состав бразильской национальной сборной и одержал победу в восьмиборье на чемпионате Южной Америки среди юношей в Гуаякиле. Год спустя на юниорском южноафриканском первенстве в Росарио выиграл серебряную медаль в десятиборье.
В 2006 году в десятиборье стал шестым на юниорском мировом первенстве в Пекине, отметился выступлением на взрослом чемпионате Южной Америки в Тунхе.
Первого серьёзного успеха на взрослом международном уровне добился в сезоне 2011 года, выиграв чемпионат Южной Америки в Буэнос-Айресе. Также принял участие в чемпионате мира в Тэгу, где занял итоговое 16-е место, и в Панамериканских играх в Гвадалахаре, где без результата досрочно завершил выступление.
Благодаря череде удачных выступлений удостоился права защищать честь страны на летних Олимпийских играх 2012 года в Лондоне — набрал в сумме всех дисциплин десятиборья 7849 очков, расположившись в итоговом протоколе соревнований на 19-й строке.
В 2014 году на Южноамериканских играх в Сантьяго превзошёл всех соперников в десятиборье и завоевал золотую медаль.
В 2015 году победил на чемпионате Южной Америки в Лиме, побывал на Панамериканских играх в Торонто, откуда привёз награду бронзового достоинства — уступил здесь только Дамиану Уорнеру из Канады и Курту Феликсу из Гренады. При этом на чемпионате мира в Пекине остался без результата.
Находясь в числе лидеров легкоатлетической команды Бразилии, благополучно прошёл отбор на домашние Олимпийские игры 2016 года в Рио-де-Жанейро — на сей раз с личным рекордом в 8315 очков закрыл десятку сильнейших.
После Олимпиады в Рио ди Араужу остался в составе бразильской национальной сборной на ещё один олимпийский цикл и продолжил принимать участие в крупнейших международных стартах. Так, в 2017 году он стартовал на международных соревнованиях Hypo-Meeting в Австрии и на чемпионате мира в Лондоне.